# 島ケ原駅
島ケ原駅（しまがはらえき）は、三重県伊賀市島ヶ原にある、西日本旅客鉄道（JR西日本）関西本線の駅である。

## 歴史
- 1897年（明治30年）11月11日：関西鉄道の路線として、上野駅（現在の伊賀上野駅） - 加茂駅間が開通した際に、同社の駅（一般駅）として開業[3]。
- 1907年（明治40年）10月1日：関西鉄道が国有化[3]。国有鉄道の駅となる。
- 1909年（明治42年）10月12日：線路名称制定により、関西本線所属となる[4]。
- 1970年（昭和45年）8月1日：貨物営業廃止（旅客駅となる）[3]。
- 1983年（昭和58年）4月1日：駅員無配置駅となる[5]。
- 1987年（昭和62年）4月1日：国鉄分割民営化により、西日本旅客鉄道の駅となる[3]。
- 2021年（令和3年）
  - 3月13日：ICカード「ICOCA」の利用が可能となる[6]。
  - 7月1日：亀山鉄道部を廃止。乗務員区所はかめやま運転区に、車両基地は吹田総合車両所京都支所亀山派出所に、輸送指令は亀山指令所にそれぞれ改組。

## 駅構造

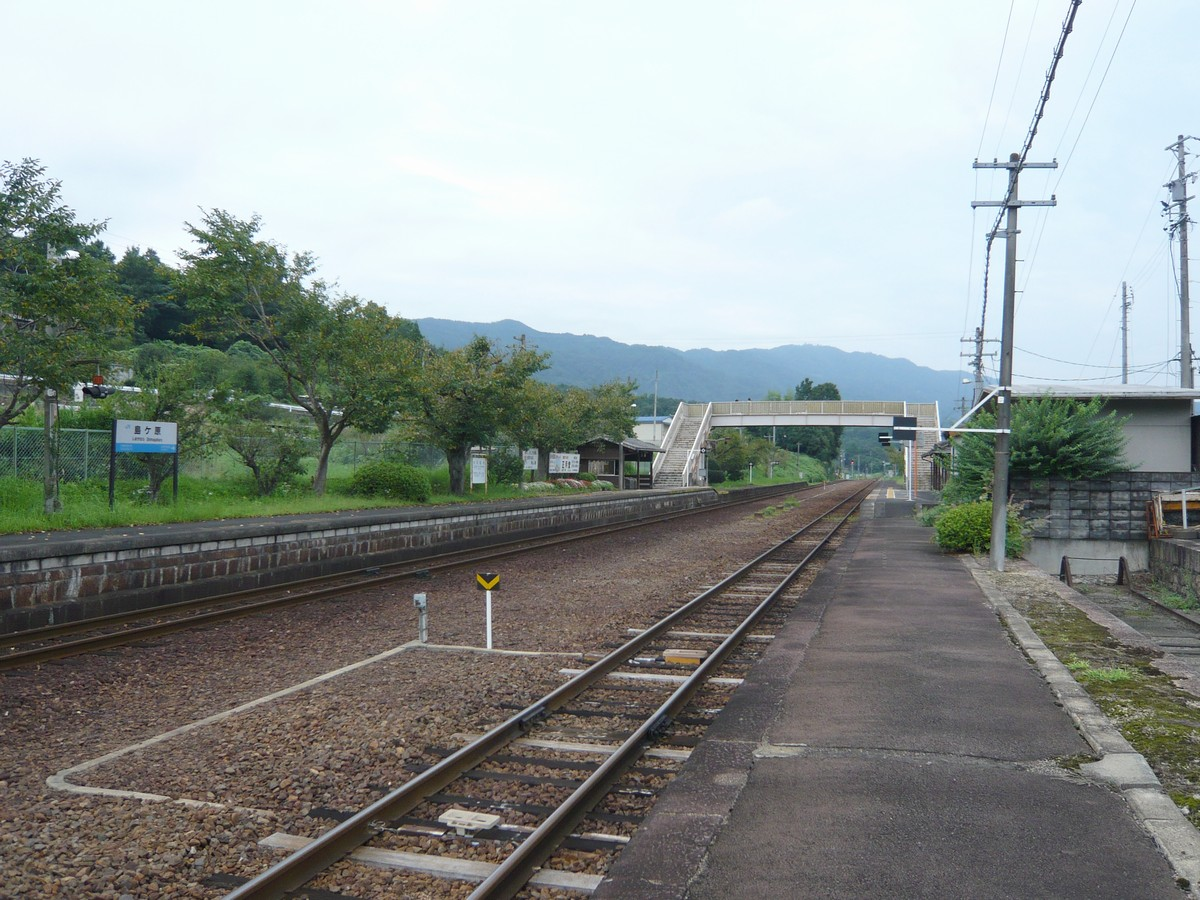
ホーム（2007年9月）

相対式ホーム2面2線を有し、列車交換が可能な地上駅。場内・出発の各信号機とも一方向のみの設置のため、逆線入線はできない。駅舎は加茂方面行ホーム側にあり、亀山方面行ホームへは無蓋跨線橋にて連絡している。
近畿統括本部が管理する簡易委託駅。自動券売機は設置されておらず、乗車券の発行は窓口発券のみとなる。

### のりば
| ホーム | 路線     | 方向 | 行先           |
| ------ | -------- | ---- | -------------- |
| 駅舎側 | 関西本線 | 下り | 加茂・奈良方面 |
| 反対側 | 関西本線 | 上り | 柘植・亀山方面 |

※案内上ののりば番号は割り当てられていない。

## 利用状況
JR西日本の移動等円滑化取組報告書によれば、2023年度の1日当たりの利用者数は182人。「三重県統計書」によると、近年の1日平均乗車人員は以下の通りである。
| 年度   | 1日平均 乗車人員 |
| ------ | ---------------- |
| 1997年 | 341              |
| 1998年 | 340              |
| 1999年 | 330              |
| 2000年 | 308              |
| 2001年 | 292              |
| 2002年 | 280              |
| 2003年 | 284              |
| 2004年 | 268              |
| 2005年 | 254              |
| 2006年 | 243              |
| 2007年 | 230              |
| 2008年 | 225              |
| 2009年 | 203              |
| 2010年 | 193              |
| 2011年 | 175              |
| 2012年 | 156              |
| 2013年 | 145              |
| 2014年 | 137              |
| 2015年 | 142              |
| 2016年 | 143              |
| 2017年 | 132              |
| 2018年 | 118              |
| 2019年 | 113              |

## 駅周辺
駅から少し離れた東側を大和街道が通り、そこから少し東へ進むと木津川に至るが、街道と川の間は細い路地が入り組んだ住宅地となっている。駅西側は畑や荒地が広がるが、その西側には森林がある。国道163号は駅から南西に少し離れた所を通る。中学校は駅北側、キャンプ場付き温泉施設は駅北東側にあるが、ともに駅からやや離れた所にある。
- 島ヶ原駅地蔵尊
- 島ヶ原旧本陣
- 与右衛門坂[9]
- 薬師沢六地蔵磨崖仏
- 伊賀市役所島ヶ原支所
- 伊賀警察署島ケ原警察官駐在所
- 伊賀市消防本部伊賀消防署島ケ原分署
- 島ヶ原郵便局
- 島ヶ原会館
  - 伊賀市上野図書館島ヶ原図書室
- 大淀化成工業三重工場
- 島ヶ原浄化センター
- 島ヶ原保育所
- 国道163号
  - 新島ヶ原大橋
- 三重県道305号観菩提寺線
- 大和街道
- 木津川

## バス路線
三重交通としまがはら行政サービス巡回車の停留所が駅前に設けられており、下記の各路線が発着する。なお、停留所名は事業者によって異なる。
島ケ原駅前
- 三重交通
  - 42系統（西山・島ヶ原線）[10]
    - 上野市駅 / 中矢

日曜・祝日運休。「やぶっちゃランド」への乗り入れは同施設の営業日のみ。
島ヶ原駅
- しまがはら行政サービス巡回車  - 地域内を循環するコミュニティバス。朝と夕方に1便ずつ運行[11]。

島ケ原駅
- 島ヶ原ぐるり号  - 地域内を循環する登録制デマンドバス[12]。水曜または金曜（※祝日となる場合は運行日を木曜に変更）の日中時間帯のみ予約運行するが、一部は伊賀市小田町（旧・上野市小田町[13]）へ乗り入れる[12]。

※上記の他、やぶっちゃランドへの送迎車も駅前を発着する。

## その他
島ヶ原村（現在の伊賀市）地区にはかつて日本国有鉄道の職員が多く在住していたため、「鉄道村」と呼ばれることもあった。

## 隣の駅
西日本旅客鉄道（JR西日本）
 関西本線
伊賀上野駅 - 島ケ原駅 - 月ケ瀬口駅